# Daia Vella
Daia Vella (Daya Vieja en castellà) és un municipi del País Valencià que es troba a la comarca del Baix Segura.

## Geografia
Daia Vella està situada al marge esquerre del Segura, al cor de la comarca del Baix Segura. Amb un terme municipal de 3,1 km², compta amb diversos paratges d'esbarjo com El Marco, la Casa Cabeza i els paisatges d'horta de Las Arenas
Limita amb els termes municipals de Daia Nova, Dolores, Formentera del Segura i Sant Fulgenci.

## Història
El topònim del lloc procedeix de l'àrab i significa "xicoteta depressió tancada", com Daia Nova. La documentació més antiga data de l'època d'Al Andalus, i nomena Daia Vella com una alqueria musulmana de certa importància prop del riu Segura.
Va ser conquerida pel rei Alfons X de Castella, en campanya conjunta amb el rei Jaume I junt amb la resta dels territoris del Segura. Originalment fou donada al noble castellà Fernán Pérez de Guzmán. El rei Jaume II va conquerir definitivament aquestes terres i les incorporà al Regne de València, i el 1296 va donar la Daia Vella al seu conseller Guillem de Dufort.
Daia Vella va pertànyer al terme municipal d'Oriola des de la conquesta cristiana a mitjans del segle xiii. En 1353 el propietari de la vila era Jaume Masquefa, qui l'havia comprat a Pere Maça, qui la havia obtingut per herència del seu pare Gonzalo García. El 1791 els amos de Daia Nova i de Daia Vella, de comú acord, van decidir segregar-se de la ciutat d'Oriola i formar un sol municipi denominat Les Daies (Las Dayas). Els seus senyors jurisdiccionals foren els comtes, després ducs, de Pinohermoso; i posteriorment va pertànyer a la família dels Roca de Tabares.
El terratrèmol de Torrevella de 1829 va destruir quasi íntegrament el poble, que va ser reconstruït entre 1855 i 1857. En 1871, la família Roca de Tabares, llavors propietària de Daia Vella, acollint-se a la jurisdicció alfonsina, va decidir formar el seu propi municipi, separant-se de la resta del terme de les Daies. La família propietària del poble va vendre els terrenys de Daia Vella en 1928 por 1.500.000 pessetes als germans García Palmer i García Castillo, que els van parcel·lar i van vendre a xicotets propietaris.

## Demografia
| 1900 | 1910 | 1920 | 1930 | 1940 | 1950 | 1960 | 1970 | 1981 | 1991 | 2000 | 2005 | 2006 | 2019 |
| ---- | ---- | ---- | ---- | ---- | ---- | ---- | ---- | ---- | ---- | ---- | ---- | ---- | ---- |
| 212  | 285  | 359  | 344  | 243  | 310  | 333  | 290  | 232  | 165  | 190  | 336  | 354  | 690  |

## Economia
La principal activitat econòmica de Daia Vella és l'agricultura de regadiu, que aprofita l'aigua de la séquia de Daia Vella, derivada de l'assut d'Alfeitamí. Els cultius més destacats són les carxofes, el cànem, les creïlles i la dacsa; l'activitat ramadera es basa en el bestiar oví i porcí.

## Política i govern

### Composició de la Corporació Municipal
El Ple de l'Ajuntament està format per 7 regidors. En les eleccions municipals de 26 de maig de 2019 foren elegits 4 regidors de Compromís por Daya Vieja (Compromís) i 3 de Ciutadans - Partit de la Ciutadania (Cs).
| Eleccions municipals de 26 de maig de 2019 - Daia Vella                                                                           |                                     |                                     |                                     |      |          |          |
| Candidatura | Candidatura                         | Candidatura                         | Cap de llista                       | Vots | Vots     | Regidors |
| | Compromís por Daya Vieja            |                                     | José Vicente Fernández Costa        | 149  | 48,22%   | 4 (+1)   |
| | Ciutadans - Partit de la Ciutadania |                                     | Rafael Vives Pertusa                | 137  | 44,34%   | 3 (+3)   |
| | Altres candidatures                 |                                     |                                     | 21   | 6,80%    | 0 ( -4)  |
| | Vots en blanc                       |                                     |                                     | 2    | 0,65%    |          |
| Total vots vàlids i regidors | Total vots vàlids i regidors        | Total vots vàlids i regidors        | Total vots vàlids i regidors        | 309  | 100 %    | 7        |
| | Vots nuls                           | Vots nuls                           | Vots nuls                           | 3    | 0,96%    |          |
| Participació (vots vàlids més nuls)                                                                                               | Participació (vots vàlids més nuls) | Participació (vots vàlids més nuls) | Participació (vots vàlids més nuls) | 312  | 73,24%** |          |
| Abstenció | Abstenció                           | Abstenció                           | Abstenció                           | 114* | 26,76%** |          |
| Total cens electoral | Total cens electoral                | Total cens electoral                | Total cens electoral                | 426* | 100 %**  |          |
| Alcalde: José Vicente Fernández Costa (Compromís) (15/06/2019) Per majoria absoluta dels vots dels regidors (4 vots de Compromís) |                                     |                                     |                                     |      |          |          |
| Fonts: JEC, JEZ Oriola, M. Interior, Periòdic Ara. (* No són vots sinó electors. ** Percentatge respecte del cens electoral.)     |                                     |                                     |                                     |      |          |          |

### Alcaldia
Des de 2019 l'alcalde de Daia Vella és José Vicente Fernández Costa de Compromís por Daya Vieja (Compromís).
| Període                       | Alcalde o alcaldessa         | Partit polític | Data de possessió | Observacions |
| ----------------------------- | ---------------------------- | -------------- | ----------------- | ------------ |
| 1979–1983                     | Antonio Fernández Andreu     | UCD            | 19/04/1979        | --           |
| 1983–1987                     | Antonio Fernández Andreu     | AP-PDP-UL-UV   | 28/05/1983        | --           |
| 1987–1991                     | Antonio Fernández Andreu     | AP             | 30/06/1987        | --           |
| 1991–1995                     | Antonio Fernández Andreu     | PP             | 15/06/1991        | --           |
| 1995–1999                     | Antonio García Pertusa       | PP             | 17/06/1995        | --           |
| 1999–2003                     | Antonio García Pertusa       | PP             | 03/07/1999        | --           |
| 2003–2007                     | Rafael Vives Pertusa         | PP             | 14/06/2003        | --           |
| 2007–2011                     | Rafael Vives Pertusa         | PP             | 16/06/2007        | --           |
| 2011–2015                     | Rafael Vives Pertusa         | PP             | 11/06/2011        | --           |
| 2015–2019                     | Rafael Vives Pertusa         | PP             | 13/06/2015        | --           |
| 2019-2023                     | José Vicente Fernández Costa | Compromís      | 15/06/2019        | --           |
| Des de 2023                   | n/d                          | n/d            | 17/06/2023        | --           |
| Fonts: Generalitat Valenciana |                              |                |                   |              |

## Monuments i llocs d'interés

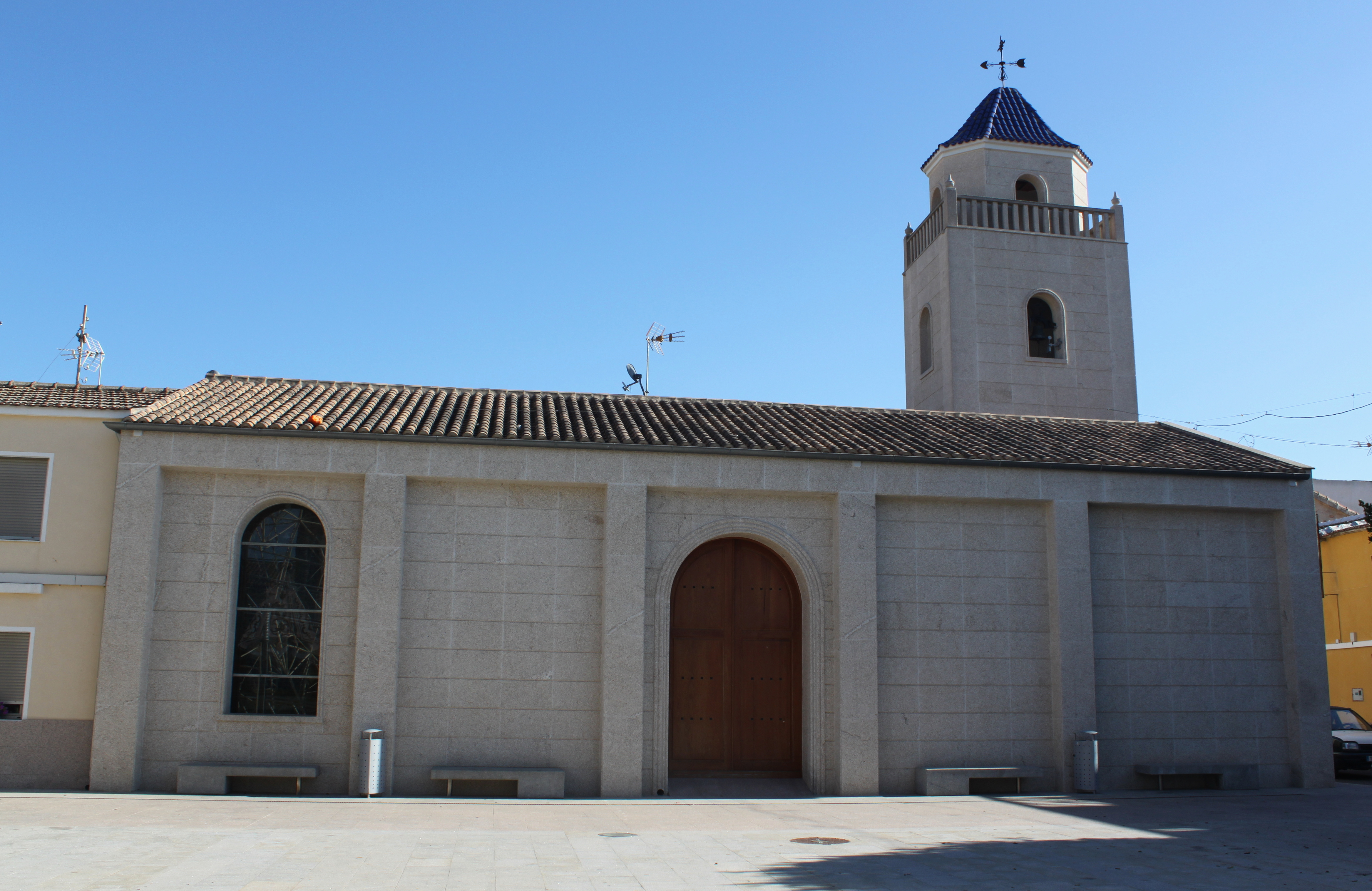
Església de Nostra Senyora de Monserrate

- Plaça del Lleó. Principal centre de la ciutat, compta amb una escultura del segle XVIIII i una palmera de sis braços.
- Església de Nostra Senyora de Monserrate
- Centre cultural La Acequia. Antic edifici de proveïment d'aigües, rehabilitat com a centre cultural. L'edifici està declarat Bé d'Interés Cultural.

## Festivitats
- Festes de Nostra Senyora de Monserrate. Són les festes patronals i se celebren el 8 de setembre.
- Romeria de Sant Isidre. Se celebra cap al 15 de maig. La romeria porta la iamtge del sant per tot el municipi fins al paratge de El Marco.
- Fira de Nadal. La fira de nadal se celebra en desembre amb un programa de diversos actes culturals a la Plaça del Lleó.